# Rüdiger Hoffmann
Pour les articles homonymes, voir Hoffmann.
Rüdiger Hoffmann (né le 30 mars 1964 à Paderborn) est un humoriste allemand.

## Biographie
Rüdiger Hoffmann grandit à Paderborn et est élève du Reismann-Gymnasium. Alors qu'il est encore à l'école, il se produit avec plusieurs groupes de rock et de théâtre, notamment avec Ralf Kabelka dans un groupe de cabaret appelé Die Pappnasen. Après l'abitur, il commence à étudier la musique pour devenir professeur. Après avoir abandonné ses études, il se produit lors de divers petits événements pendant plusieurs années.
Il se fait connaître au début des années 1990, entre autres grâce à des apparitions conjointes avec Jürgen Becker et dans l'émission Quatsch Comedy Club sur ProSieben. Il est également l'un des invités réguliers de l'émission comique RTL Samstag Nacht. Le 12 août 1995, il apparaît en première partie de la tournée Voodoo Lounge des Rolling Stones au Schüttorf Open Air. Dans la comédie 7 Zwerge – Männer allein im Wald (de) de 2004, il joue le rôle du miroir magique, ainsi que dans la suite de 2006, 7 Zwerge – Der Wald ist nicht genug (de). Depuis 2004, Hoffmann fait des apparitions occasionnelles dans l'émission d'improvisation comique de RTL Frei Schnauze.
Ses marques de fabrique sont une manière de parler très lente et détendue, un humour sec et la phrase d'ouverture sans équivoque : « Oui, bonjour tout d'abord ! Je ne sais pas si vous le saviez, mais... » Une autre marque de fabrique est une chaise. Parfois, il s'accompagne au piano.
En 2007, Hoffmann sort son premier album purement musical Sex or Love. En plus des chansons pop normales, il joue des rythmes plus durs. La chanson Testosteron est fortement basée sur le groupe Rammstein. En 2010, il se produit au Cirque Roncalli, où il présente son programme anthologique de ses 25 ans de carrière.
Rüdiger Hoffmann est marié depuis 1998, a un fils depuis 2007 et vit à Bonn.